# Маяк Ла-Вьей
Маяк Ла-Вьей (фр. Phare de la Vieille, дословно «маяк старухи», по названию одноимённой скалы) — маяк в департаменте Финистер (Франция). Расположен в проливе Ра-де-Сен, издавна считающемся исключительно опасным для судоходства, на стоящей в море скале. Имеет форму прямоугольной башни, расширяющейся у основания; высота — 26,9 м. Строительство велось с 1882 по 1887 год.
В 1926 году широкий резонанс получило дело Мандолини и Ферраччи, смотрителей маяка, оказавшихся из-за штормовой погоды надолго отрезанными от большой земли. В 1995 году маяк стал автоматическим и должность смотрителей была упразднена. В XXI веке маяк Ла-Вьей остаётся действующим (вместе с расположенным в 280 метрах к юго-западу маяком Ла-Плат). С 2015 года он имеет статус исторического памятника Франции. Маяк Ла-Вьей фигурирует в литературе и кинематографе Франции и неоднократно изображался на французских почтовых марках.

## Местоположение
Маяк расположен в восточной части пролива Ра-де-Сен, разделяющего остров Сен и мыс Пуэнт-дю-Ра, на скале Ла-Вьей, известной также под названием Горлебелла. Эта отдельно стоящая скала, площадью около 1000 м², находится на одной линии с мысом Пуэнт-дю-Ра, к западу от него, и её верхняя часть остаётся над поверхностью воды даже во время приливов. Пролив Ра-де-Сен обеспечивает судам проход из бухты Бэ д’Одьерн в море Ируаз, однако издавна — ещё со времён античности — он считается чрезвычайно опасным: скорость течений достигает здесь шести-семи узлов. Так, в бретонской поговорке пространство между островом и мысом зовётся «людским кладбищем». Интенсивная навигация в проливе, вкупе с его высокой опасностью для судоходства, сделали необходимым возведение в этом месте маяка. Примечательно, что на скалистом побережье Финистера вообще сосредоточено большее количество маяков, чем в любом другом регионе Франции. Официальным адресом маяка Ла-Вьей является расположенная на мысе коммуна Плогоф.

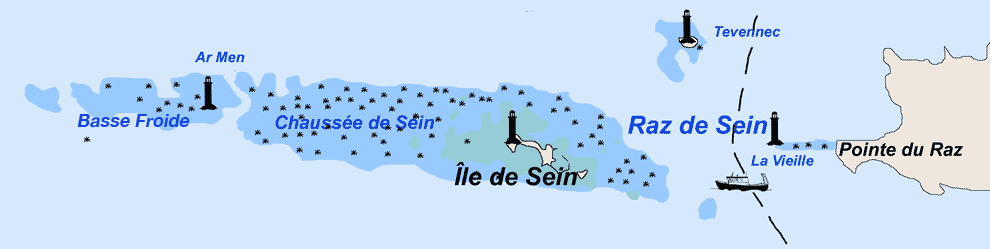
Участок акватории в районе острова Сен и маяка Ла-Вьей

## История

### Строительство

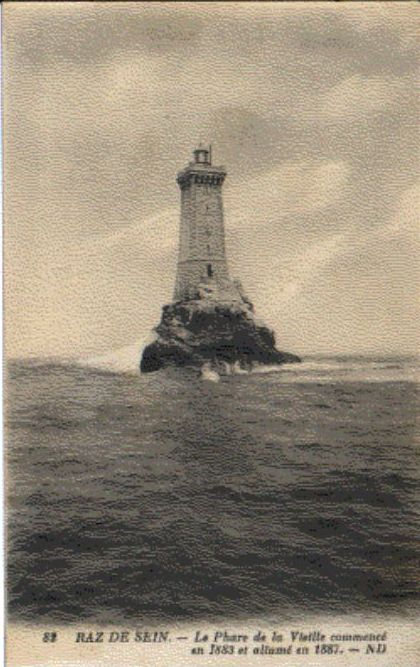
Маяк Ла-Вьей. Почтовая открытка XIX века

Во второй половине XIX — первой половине XX века море Ируаз стало экспериментальным полем для нововведений в области морской сигнализации. На заседании 30 ноября 1861 года комиссия по маякам вынесла постановление о необходимости возведения маяка на скале Ла-Вьей. В 1862 году был представлен проект, однако по ряду причин, включая значительные технические сложности и отсутствие средств, он остался неосуществлённым.
Десять лет спустя, в 1872 году, к замыслу вновь вернулись, но уже в 1873 году Комиссия по маякам пришла к заключению, что столь сложно осуществимый проект следует отложить, в том числе потому, что в этот период уже велось крайне непростое строительство маяка Ар-Мен. Было решено временно компенсировать отсутствие маяка на скале Ла-Вьей сочетанием маяка Тевеннек и сигнального огня в проливе Ра-де-Сен.

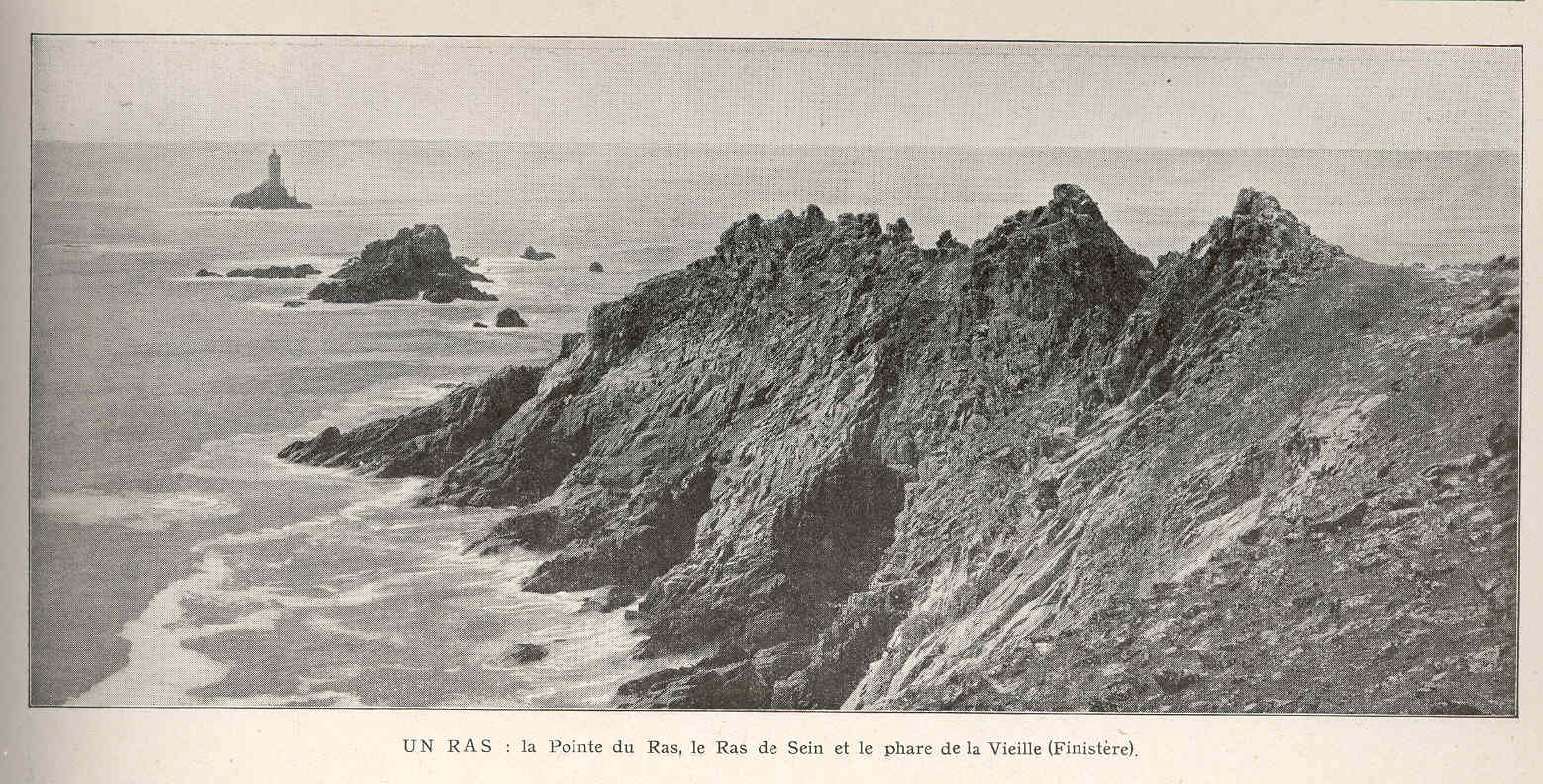
Вид на Пуэнт-дю-Ра, пролив Ра-де-Сен и маяк Вьей; 1913

В 1879 году начались непосредственные исследования скалы Ла-Вьей и подготовительные работы. В частности, рыбакам с острова Сен удалось высадиться на скалу и закрепить на ней швартовочные кольца. 29 января 1881 года министр общественных работ Сади Карно окончательно утвердил проект строительства маяка. С 1879 по 1885 год подготовительными работами и последующим строительством руководил Виктор Фену; с 1886 по 1887 год — Арман Консидер.
В апреле 1882 года на строительство маяка был выделен бюджет 100 000 франков. 5 августа 1882 года начались работы по возведению фундамента. Строительные материалы транспортировали с острова Сен на баркасе, который буксировался пароходом. В 1886 году завершилось строительство башни маяка. В следующем году работы, включая внутреннюю отделку и установку осветительной системы, были полностью завершены; общая сумма расходов составила 520 000 франков. 15 сентября 1887 года маяк был впервые введён в действие.

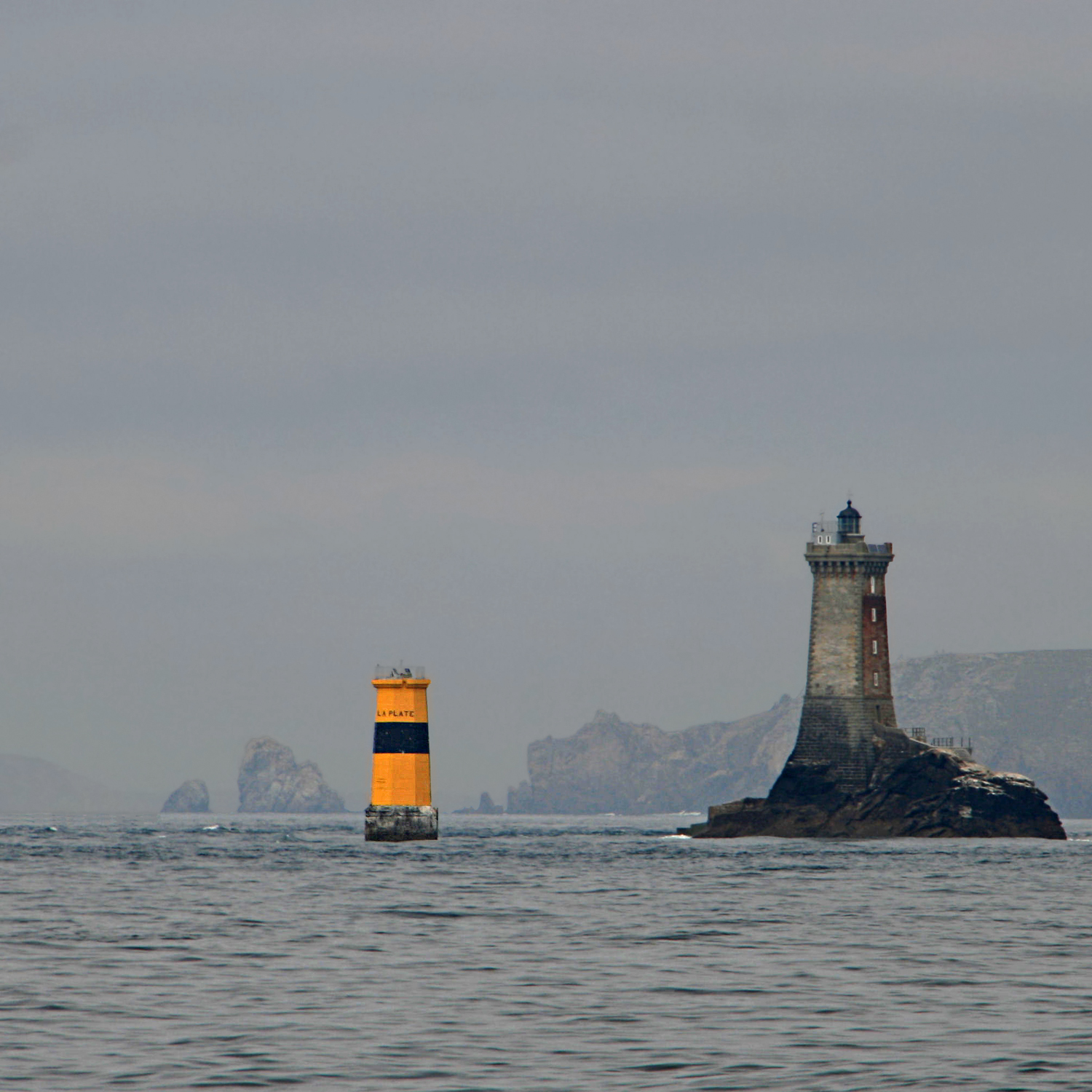
Ла-Плат
(на переднем плане)

В отчётах международного жюри о Всемирной выставке 1889 года в Париже, на которой Франция, в числе прочего, представила различные усовершенствования в области морской сигнализации, маяк Ла-Вьей описывается как «прямоугольная башня с примыкающим к северной стороне полуцилиндром, в котором находится лестница». В отчёте говорится также об использовании зелёных, красных и белых секторных огней.
Вскоре после возведения маяка Ла-Вьей в 280 метрах к юго-западу от него был построен ещё один, меньшего размера — Ла-Плат, известный также как Петит-Вьей («малый Вьей»). Его строительство велось, с перерывами, с 1887 по 1896 год. В настоящее время Ла-Плат используется в качестве западного кардинального знака.

### До автоматизации
Изначально огонь маяка Ла-Вьей был постоянным; с 1898 года стал проблесковым. В качестве топлива первоначально использовалась нефть; затем, с 1898 года, — керосин. 15 ноября 1913 года маяк был снабжён противотуманным сигнальным устройством. Звуковой сигнал подавался ежеминутно.
До того как маяк стал автоматическим, при нём должны были находиться двое смотрителей. Они сменяли друг друга с определённой регулярностью, однако если море было неспокойным, приходивший за ними катер с трудом мог подойти к скале, а в бурю это становилось практически невозможным.

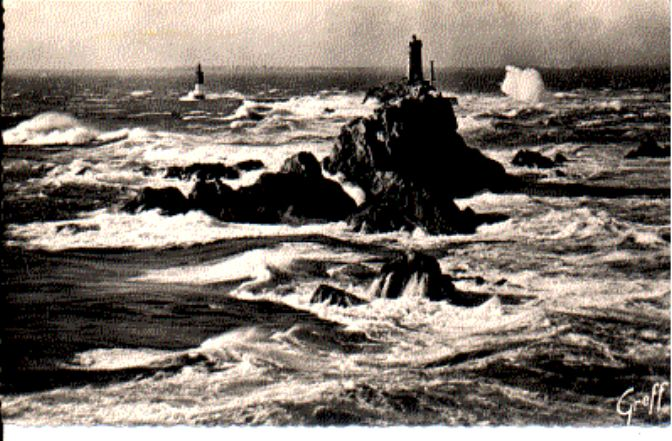
Ла-Вьей в бурю. Почтовая открытка XIX века

В 1923 году во Франции был принят закон о «резервировании должностей»: должности, трудоёмкость которых считалась ниже средней (смотритель музея, конторский служащий и т. п.), закреплялись за инвалидами Первой мировой войны. К числу подобных должностей была отнесена, парадоксальным образом, и должность смотрителя маяка. В 1925 году смотрителями маяка Вьей стали двое корсиканцев, Шарль Мандолини и (позднее) Жорж Ферраччи, имевшие после войны физические увечья и повреждения лёгких. Работа оказалась для них крайне тяжёлой: в числе прочего им приходилось ежедневно преодолевать 120 ступенек, неся на себе груз — канистры с керосином, который использовался для поддержания огня маяка. Наиболее серьёзным испытанием стала зима 1925—1926 года: море было настолько бурным, что не было возможности осуществить смену смотрителей и они оказались изолированы на маяке (один со 2 декабря, другой с 11 января). В феврале, во время недолгого затишья, удалось, с помощью тросов, переправить им провиант, однако Мандолини и Ферраччи уже находились в ослабленном состоянии. 16 февраля над маяком был поднят флаг — сигнал бедствия, но из-за штормовой погоды никакое судно не могло подойти к скале. В ночь с 19 на 20 февраля в проливе Ра-де-Сен, в нескольких милях от маяка Ла-Вьей, потерпела крушение шхуна La Surprise; весь экипаж — десять человек — погиб. При расследовании обстоятельств крушения выяснилось, что в последнее время маяк функционировал нерегулярно. Внимание общественности и прессы было привлечено к маяку и его смотрителям, и, наконец, 28 февраля Мандолини и Ферраччи смогли покинуть свой пост. Пришедшие им на смену Кернинон и Коке вынуждены были добираться до маяка вплавь, в ледяной воде, обвязавшись тросом, перекинутым с баркаса на скалу. Тем же способом удалось эвакуировать и обоих корсиканцев. Дело Мандолини и Ферраччи получило широкий резонанс и в конечном итоге привело к пересмотру закона о «зарезервированных должностях».
В 1926 году на острове была установлена система Temperley, призванная сделать процедуру смены смотрителей более простой и безопасной. На скале рядом с маяком была возведена бетонная башня, на платформу которой люди доставлялись в тележке с помощью тросов. Тем не менее уже в 1929 году двое смотрителей, Мальгорн и Марзен, вновь оказались изолированы на маяке на протяжении 45 дней. Шторм был такой силы, что погнул двадцатиметровую
железную балку системы Temperley, выбил окно с южной стороны, вырвал или погнул парапет у подножия маяка и т. д. Кроме того, вода начала проникать во внутренние помещения, однако, несмотря ни на что, Мальгорн и Марзен продолжали обеспечивать исправную работу маяка.
В годы Второй мировой войны Ла-Вьей на некоторое время прекратил свою работу. Так, огонь не горел с 21 января 1944-го по 1 июня 1945 года.
Примечательно, что вплоть до 1992 года на маяке использовалась керосиновая горелка, в которую подавался мелкораспылённый керосин, обеспечивавший достаточно яркое свечение. Маяк Ла-Вьей стал последним во Франции (а согласно некоторым источникам — и во всём мире), перешедшим на электрическое освещение.

### После автоматизации

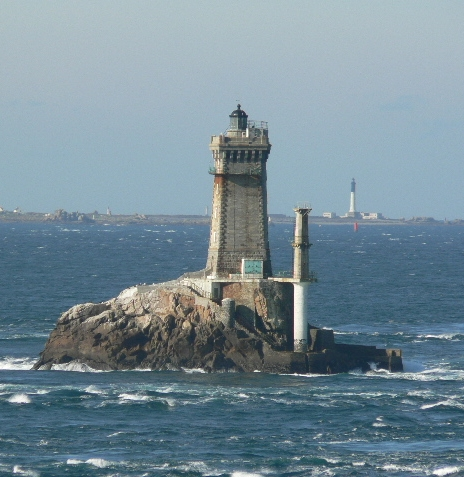
Фотография 2006 года. Видна башня с системой Temperley, разрушившаяся в 2008 году

В 1992 году с острова Сен на маяк было проведено электричество. С 14 ноября (по другим источникам — с 8 ноября) 1995 года он стал автоматическим, и должность смотрителей упразднилась — с этого времени маяк находится на дистанционном управлении с острова Сен. Незадолго до того, в апреле 1995 года, четверо последних смотрителей маяка Ла-Вьей провели на нём более двух недель, отказавшись от доставленной им провизии и от смены. Это было сделано в знак протеста против повсеместной автоматизации маяков и в защиту профессии смотрителя.
10 марта 2008 года, во время сильного шторма, обрушилась бетонная башня с железной балкой и впоследствии уже не восстанавливалась. В 2011 году проводились работы по укреплению существующих конструкций и обеспечению доступа к маяку. Осуществить подход с моря не удалось, поэтому для высадки людей на скалу был задействован вертолёт. В ходе работ, продлившихся десять дней, были созданы дополнительные лестницы, ступеньки и платформы. В 2013 году был осуществлён ряд мер, направленных на дальнейшее укрепление и обеспечение герметичности здания маяка.
В 2019 году были предприняты работы по модернизации самого маяка. Были отреставрированы фонарь и защищающий его купол, а лампа накаливания заменена светодиодной, что позволило также изъять из конструкции использовавшуюся ранее чашу с жидкой ртутью, обеспечивавшей плавное вращение оптического аппарата.
С 31 декабря 2015 года маяк Ла-Вьей имеет статус исторического памятника Франции. В 2020 году, на основе данных топографической съёмки и более 2000 фотографий, отснятых дроном, был создан трёхмерный цифровой макет маяка, что в дальнейшем позволит более эффективно вести работы на нём и осуществлять его охрану как части исторического наследия Бретани.

## Описание и характеристики

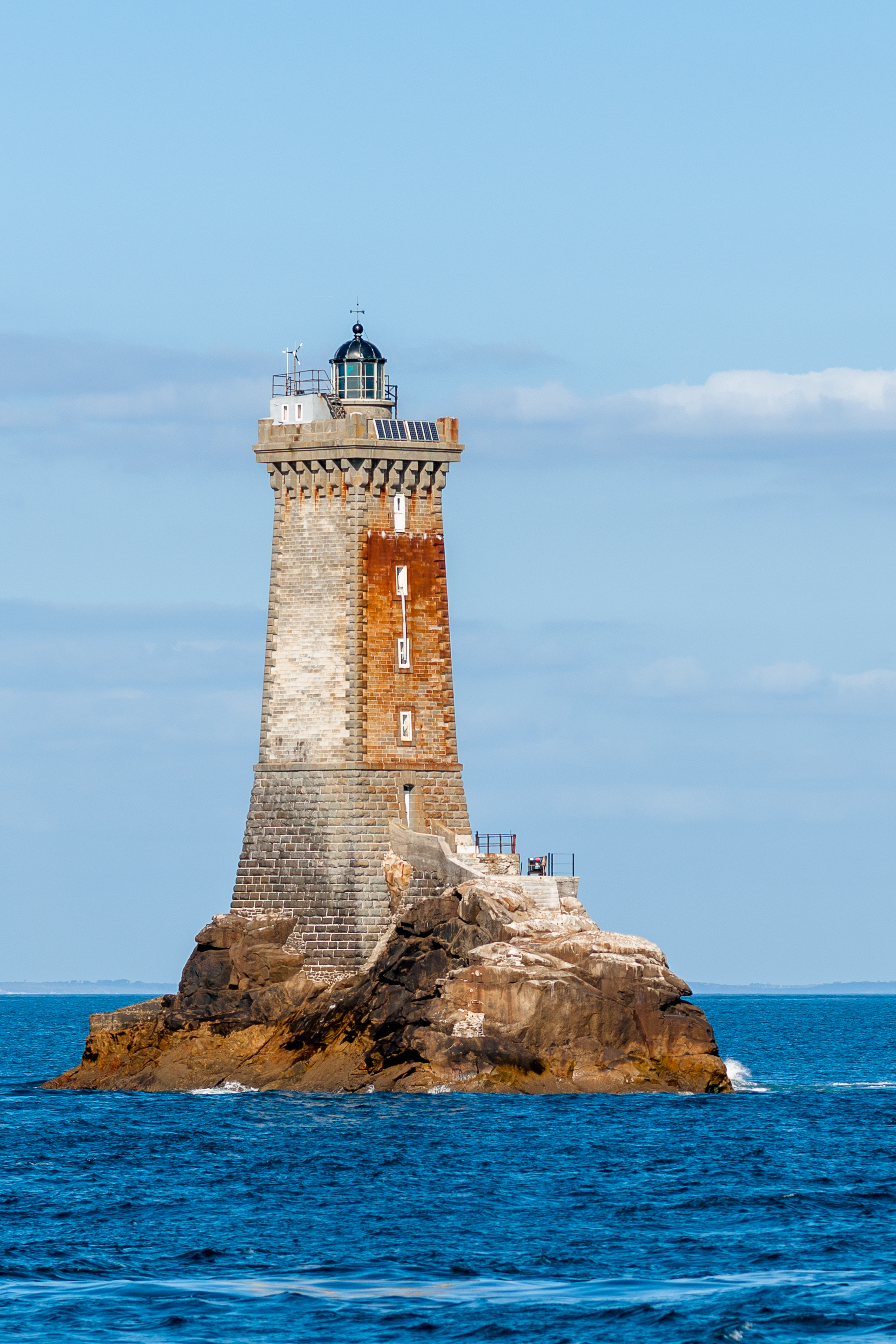
Маяк в 2015 году

Своим внешним видом маяк Ла-Вьей напоминает архитектуру Средневековья. В «Энциклопедии маяков» Рэя Джонса (2013) его форма сравнивается с шахматной ладьёй. Прямоугольная башня маяка, расширяющаяся у основания, с северной стороны надстроена полуцилиндром, скрывающим лестницу. Высота башни — 26,9 м, высота над уровнем моря — 36 м. Основной строительный материал — гранит и обработанные блоки керсантита. Башню венчает платформа с угловыми выступами; карниз украшен модульонами. Фонарь защищён выпуклым куполом из цинка. От подножия маяка бетонная лестница ведёт на погрузочную платформу.
Внутри пять уровней помещения соединены каменной винтовой лестницей. В подвальной части размещались бензиновая электростанция и швартовочные снасти; первый этаж использовался как склад; на втором была кухня; на третьем — спальная комната; на четвёртом — наблюдательный пункт; на пятом, непосредственно под фонарём, — моторное помещение. В настоящее время маяк на постоянной основе необитаем, однако поддерживается в состоянии, пригодном для жилья.
Маяк Ла-Вьей оборудован линзой Френеля; по состоянию на 2019 год огонь изофазный с периодом 4 секунды. Дальность видимости — 15 миль для белого сектора; 11 миль для красного и зелёного. Используется светодиодная лампа мощностью 29 Вт. В туманную погоду используется также наутофон системы ELAC-ELAU 2200.

## В культуре

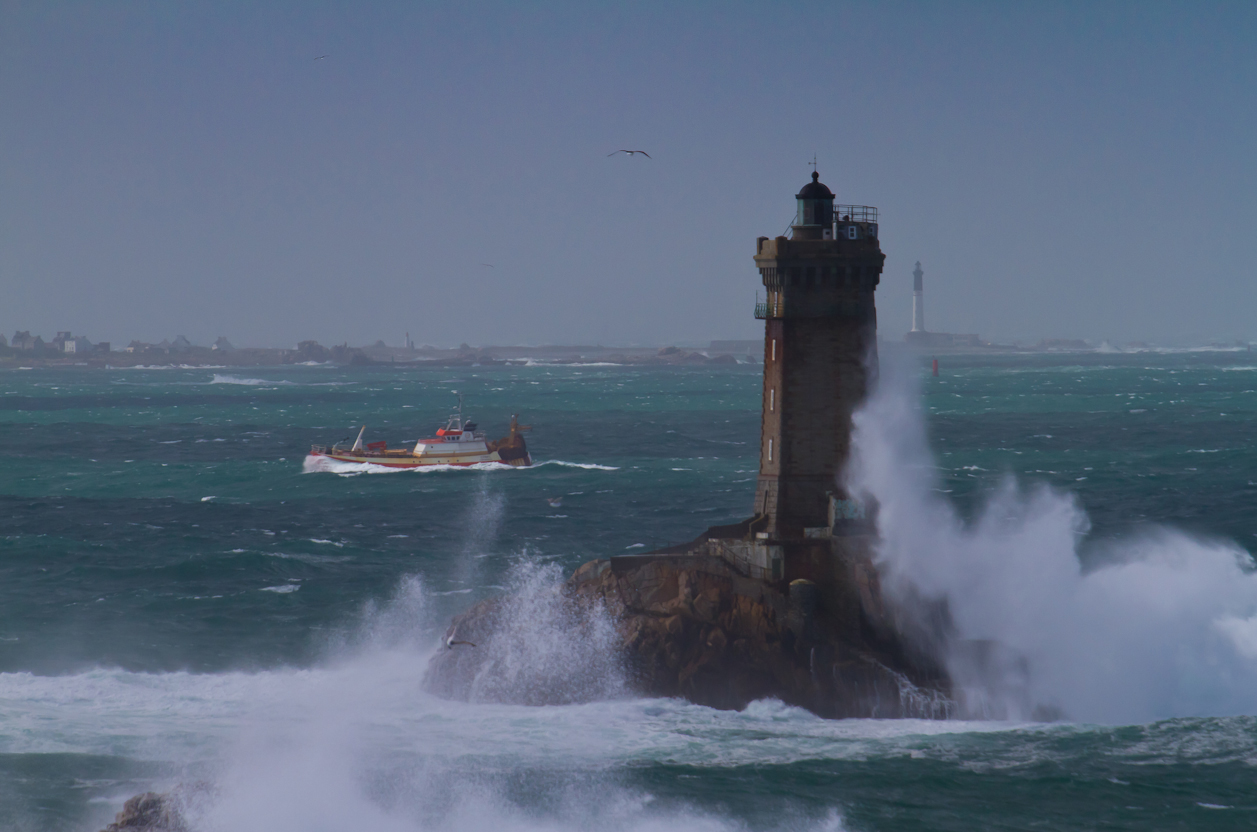
Маяк в бурную погоду, 2012

Маяк Ла-Вьей фигурирует в ряде произведений французских авторов. Так, он является местом действия в романах Анатоля Ле Браза «Хранитель огня» («Gardien du feu», 1900) и Ива Эрте «Маяк Ла-Вьей» («Le phare de la Vieille», 1995).
На маяке Ла-Вьей развёртывается действие немого фильма Жана Гремийона «Смотрители маяка» (1929). В 1992 году был снят документальный фильм «Хранители огня» («Les Gardiens du feu», режиссёры Жан-Ив Ле Муан и Тьерри Маршадье), в котором рассказывается о работе и повседневной жизни последних смотрителей маяка Ла-Вьей незадолго до его автоматизации.
В 1992 году на выставке documenta в Касселе французский художник Марсель Майер представил серию работ, подписанных гетеронимом Пьер Лепеннек (фр. Pierre Lepennec). Согласно вымышленной биографии, Лепеннек — художник, решивший стать смотрителем маяка Ла-Вьей, чтобы писать море и маяки. На ряде картин Майера-Лепеннека фигурирует маяк и его свет, каким он видится изнутри.
Во Франции неоднократно выпускались марки с изображением Пуэнт-дю-Ра и маяка Ла-Вьей, в том числе в 1946 и в 2020 годах (в выпуске 2020 года маяк изображён на обложке серии из 12 марок, посвящённой маякам Франции).

## Комментарии
1. ↑  Встречается также написание «Мондолини» и «Феррачи»[22][23].
2. ↑  В словаре «Ларусс» даётся следующее определение системы Temperley: «Разгрузочное устройство, включающее наклонную балку с монорельсовой тележкой, осуществляющее подъём грузов и перемещение тележки при помощи одного и того же троса»[30].